# 侯顺利
侯顺利（1972年10月—），男，汉族，湖南汉寿人，中华人民共和国政治人物。现任中国融通外部董事。曾任中华全国供销合作总社理事会副主任。